# Heeresfeldbahnlokomotive HF 50 B
Die Heeresfeldbahnlokomotiven HF 50 B 4 waren schmalspurige Diesellokomotiven der deutschen Heeresfeldbahn im Zweiten Weltkrieg. Nach dem Kriegsende kamen sie in mehreren Staaten im zivilen Bahnbetrieb zum Einsatz.

## Geschichte
Diese einfache Lokomotive wurde im Besonderen für den Einsatz in Stellungen („Hohlgängen“) konzipiert. Die Entwürfe stammen vom Herbst 1938, im Januar 1939 wurden sie vom Heereswaffenamt genehmigt. Bemerkenswerterweise wurden die Entwürfe auch beim Reichsbahn-Zentralamt geprüft, was auch für die regelspurigen Wehrmachts-Dieselloks galt. Die Lok wurde als Ablösung für die Deutz-Hohlgang-Lokomotive OMZ 122 F vermutlich ab Mitte 1941 in rund 200 Exemplaren beschafft. Wegen des dringenden Bedarfs wurden auch nach dem Baustopp für Motorlokomotiven vom 1. Juli 1942 diese Loks zur Fertigung zugelassen. Sie wurden als „KML 4“ in den Kriegstypenkatalog aufgenommen.

## Technische Merkmale
Die über einen vollständig geschweißten Außenrahmen verfügende Maschine war über Puffer 4.810 mm lang, nur 1.200 mm breit und 1.700 mm hoch, bei einem Gewicht von acht Tonnen. Eingerichtet für die bei der Heeresfeldbahn hauptsächlich verwendeten Spurweiten 600 mm und 750 mm konnte die Spurweite jeweils auf den anderen Wert umgepresst werden.  Als Motoren dienten kompressorlose, robuste Lokomotiv-Motoren von Deutz, Kaelble, Jung, O&K, Kämper und MWM mit 37 bis 40 kW bei etwa 1000/min. Diese wirkten auf ein 3-Gang-Lamellen-Kupplungsgetriebe mit den Fahrstufen 5/12/20 km/h. Der Antrieb vom Getriebe auf die Räder erfolgte durch Rollenketten. In Ermangelung einer Druckluftanlage wurde die Pfeife in besonderer Weise mit Abgas betrieben. Die größte Zugkraft der Maschine betrug 2.400 kg; sie konnte auf einer Steigung von 1:100 noch 107 t mit 5 km/h befördern.

## Einsatz
Viele dieser Kleinloks dürften in Bunkeranlagen des „Atlantikwalls“ auf 600 mm-Spur eingesetzt worden sein. Auch heute werden Loks dieser Bauart noch verwendet, zum Beispiel bei der historischen Feldbahn Dresden oder der Chemin de fer touristique d’Abreschviller.